# Зимовище
Зимо́вище — село в Україні, у Іванківській селищній громаді Вишгородського району Київської області. Населення становить 165 осіб.

## Розташування
Зимовище розташоване на території Вишгородського району Київської області. Його територія підпорядкована Іванківській селищній громаді.

## Історія
7 (20) листопада 1917 року, відповідно до Третього Універсалу Української Центральної Ради, увійшло до складу Української Народної Республіки.
25 вересня 2012 року село Зимовище було газифіковане.
12 червня 2020 року, відповідно до розпорядження Кабінету Міністрів України № 715-р «Про визначення адміністративних центрів та затвердження територій територіальних громад Київської області», увійшло до складу Іванківської селищної територіальної громади.
19 липня 2020 року, в результаті адміністративно-територіальної реформи та ліквідації Іванківського району, село увійшло до складу новоутвореного Вишгородського району.
З кінця лютого до 1 квітня 2022 року під час російсько-української війни село було окуповане російськими військами.